# Trofeo Guerrita
El Trofeo Guerrita - Memorial Juan Romero y Diego Sánchez es una prueba ciclista de Categoría amateur que se celebra en España alrededor de Alcantarilla (provincia de Murcia). Fue creada en 1990 y forma parte de la Copa de España de Ciclismo.

## Palmarés
| Año  | Ganador               | Segundo                        | Tercero                     |
| ---- | --------------------- | ------------------------------ | --------------------------- |
| 1990 | Joaquín Martínez      | Javier Soler                   | Antonio Civantos            |
| 1991 | Jesús Caro            | Pedro Pardo                    | Pascal Kohlvelter           |
| 1992 | Søren Petersen        | Raúl Pérez                     | Juan Carlos Domínguez       |
| 1993 | Thierry Elissalde     | Juan Manuel García             | Rafael Ruiz                 |
| 1994 | Jaime Hernández       | Manuel Vaquero                 | Federico García             |
| 1995 | Carlos Torrent        | Miguel Ángel Martín Perdiguero | Miguel López                |
| 1996 | Rubén Galván          | Miguel López                   | Iván Herrero                |
| 1997 | Eduard Gritsun        | Nikolaï Kouznetsov             | Armando Ariel               |
| 1998 | Iván Herrero          | Frederic Ivars                 | Luis Diego Prior            |
| 1999 | Sergio Villamil       | Gonzalo Bayarri                | Carlos Torrent              |
| 2000 | Miquel Clamor         | Gorka González                 | Iker Camaño                 |
| 2001 | José Cayetano Juliá   | Nikita Iskov                   | Javier Ramírez Abeja        |
| 2002 | Luis Pasamontes       | Xavier Pérez                   | Israel Núñez                |
| 2003 | Javier Ramírez Abeja  | Antonio Olmo Menacho           | Jaume Rovira                |
| 2004 | Pedro Luis Marichalar | Luis Medina                    | Rodrigo García Rena         |
| 2005 | Unai Elorriaga        | Eloy Teruel                    | Francisco Gutiérrez Álvarez |
| 2006 | Unai Elorriaga        | Francisco Gutiérrez Álvarez    | Francisco José Pacheco      |
| 2007 | Jesús Buendía         | Javier Iriarte                 | José Ángel Rodríguez        |
| 2008 | Guillermo Lana        | Rafael Valls                   | José Esteban Parra          |
| 2009 | Javier Chacón         | Raúl Alarcón                   | David Calatayud             |
| 2010 | Igor Romero           | Ramón Domene                   | José Esteban Parra          |
| 2011 | José David Martínez   | Peter van Dijk                 | David Gutiérrez Palacios    |
| 2012 | No se disputó         |                                |                             |
| 2013 | Ibai Salas            | Loïc Chetout                   | Marcos Altur                |
| 2014 | Aritz Bagües          | Unai Intziarte                 | Miguel Ángel Benito         |
| 2015 | No se disputó         |                                |                             |
| 2016 | Álvaro Cuadros        | Marcos Jurado                  | Jaume Sureda                |
| 2017 | Alexander Grigoriev   | Martín Lestido                 | Juan Antonio López-Cózar    |
| 2018 | Juan Pedro López      | Cristian Mota                  | Víctor Etxeberria           |
| 2019 | Francisco Galván      | Daniel Avellaneda              | Alejandro Ropero            |
| 2020 | Víctor Ocampo         | Oscar Téllez                   | Pablo Alonso                |
| 2021 | Francisco Agea        | Sergio Trueba                  | Pau Miquel                  |
| 2022 | Gleb Syritsa          | Andoni López de Abetxuko       | Ángel Coterillo             |
| 2023 | Yanne Dorenbos        | Ricardo Zurita                 | Thomas Silva                |
| 2024 | Lev Gonov             | Gabriele Raccagni              | Haimar Etxeberría           |
| 2025 | Maksym Bilyi          | Iván Palomeque                 | Daniel Cepa                 |

## Palmarés por países
| País         | Victorias |
| ------------ | --------- |
| España       | 25        |
| Rusia        | 4         |
| Francia      | 1         |
| Dinamarca    | 1         |
| Colombia     | 1         |
| Países Bajos | 1         |
| Ucrania      | 1         |